# Crespières
Crespières település Franciaországban, Yvelines megyében. Lakosainak száma 1717 fő (2022. január 1.). Crespières Les Alluets-le-Roi, Beynes, Davron, Feucherolles, Herbeville, Mareil-sur-Mauldre, Orgeval és Thiverval-Grignon községekkel határos.

## Népesség
A település népességének változása:
| Lakosok száma | 1561 | 1573 | 1643 | 1612 | 1641 | 1671 | 1700 | 1702 | 1717 |
|               | 2013 | 2015 | 2016 | 2017 | 2018 | 2019 | 2020 | 2021 | 2022 |